# Enric V (pel·lícula de 1944)
Enric V (títol original en anglès: The Chronicle History of King Henry the Fift with His Battell Fought at Agincourt in France, més coneguda com a Henry V) és una pel·lícula britànica de Laurence Olivier, estrenada el 1944, adaptació de l'obra homònima de William Shakespeare. Ha estat doblada al català.
Aquesta pel·lícula és la primera de la trilogia shakesperiana de Laurence Olivier (Enric V, Hamlet i Ricard III).

## Argument
La vida del rei Enric V d'Anglaterra i particularment els esdeveniments vinculats a la batalla d'Azincourt.

## Repartiment
- Laurence Olivier: Enric V d'Anglaterra
- Robert Newton: Pistol
- Renée Asherson: Catherine
- Felix Aylmer: l'arquebisbe de Canterbury
- Leslie Banks: El cor
- Leo Genn: el condestable
- Harcourt Williams: Carles VI de França
- Esmond Knight: Fluellen
- John Laurie: el capità Jamy
- Niall MacGinnis: MacMorris
- Ralph Truman: Montjoie
- Valentine Dyall: Felip, Duc de Borgonya
- Freda Jackson: Quickly

## Premis i nominacions

### Premis[3]
- 1947: Oscar honorífic per Laurence Olivier: Per la seva destacada actuació com a actor, productor i director del film "Enric V.

### Nominacions[3]
- 1947: Oscar a la millor pel·lícula per Laure Olivier
- 1947: Oscar al millor actor per Laurence Olivier
- 1947: Oscar a la millor banda sonora per William Walton
- 1947: Oscar a la millor direcció artística per Paul Sheriff i Carmen Dillon